# Tân Dân, Việt Trì
Tân Dân là một phường thuộc thành phố Việt Trì, tỉnh Phú Thọ, Việt Nam.
Phường Tân Dân có diện tích 1,34 km², dân số năm 1999 là 5.429 người, mật độ dân số đạt 4.209 người/km², dân số năm 2015 là 8.827 người, mật độ dân số đạt 6.578 người/km².